# Olaf—An Atom
Olaf—An Atom er en amerikansk stumfilm fra 1913 af Anthony O'Sullivan.

## Medvirkende
- Harry Carey som Olaf.
- Kate Bruce.
- Charles Hill Mailes.
- Claire McDowell.
- Donald Crisp